# Pompeo Leoni

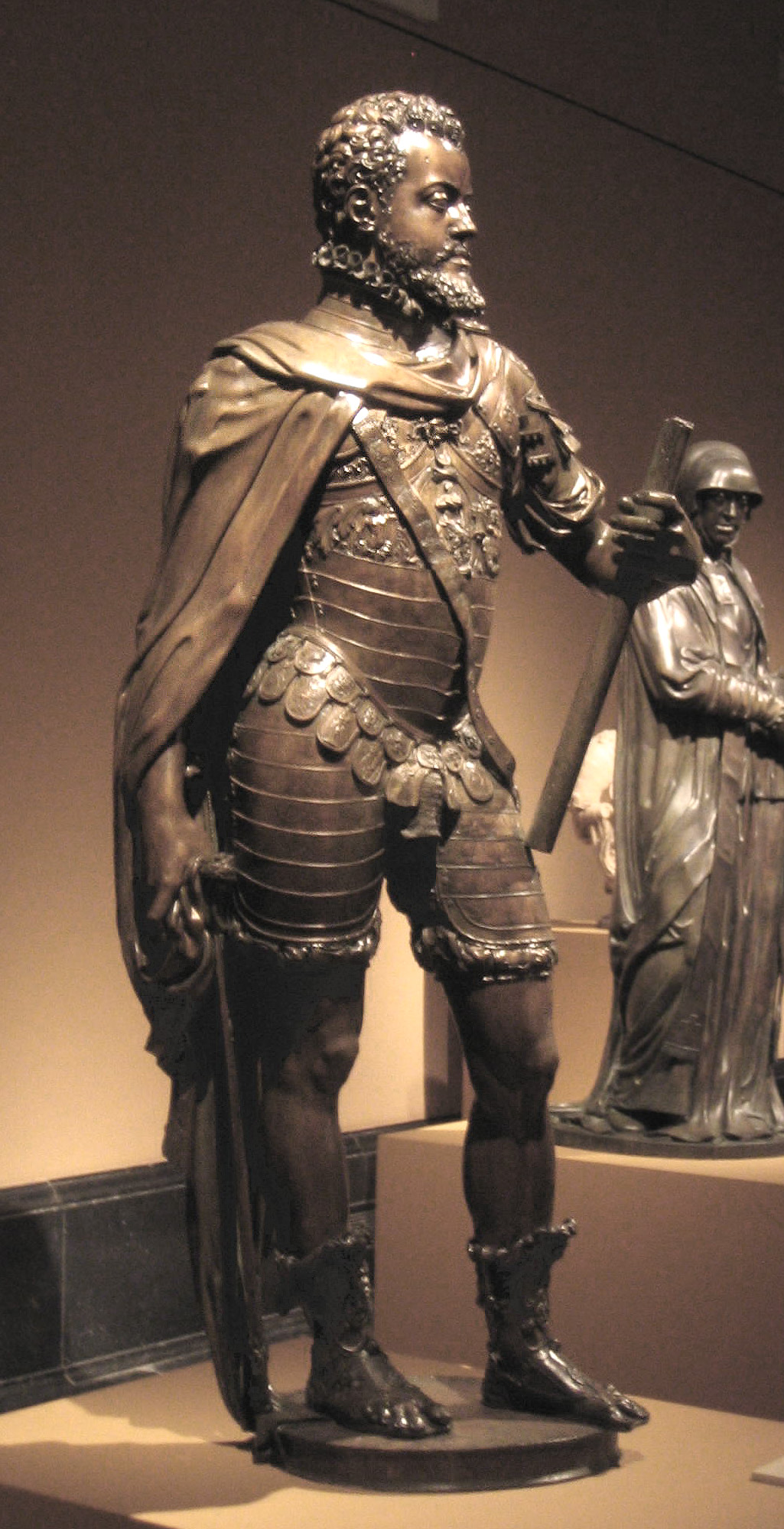
Statue Philipps II., Leone und Pompeo Leoni, datiert zwischen 1551 und 1553

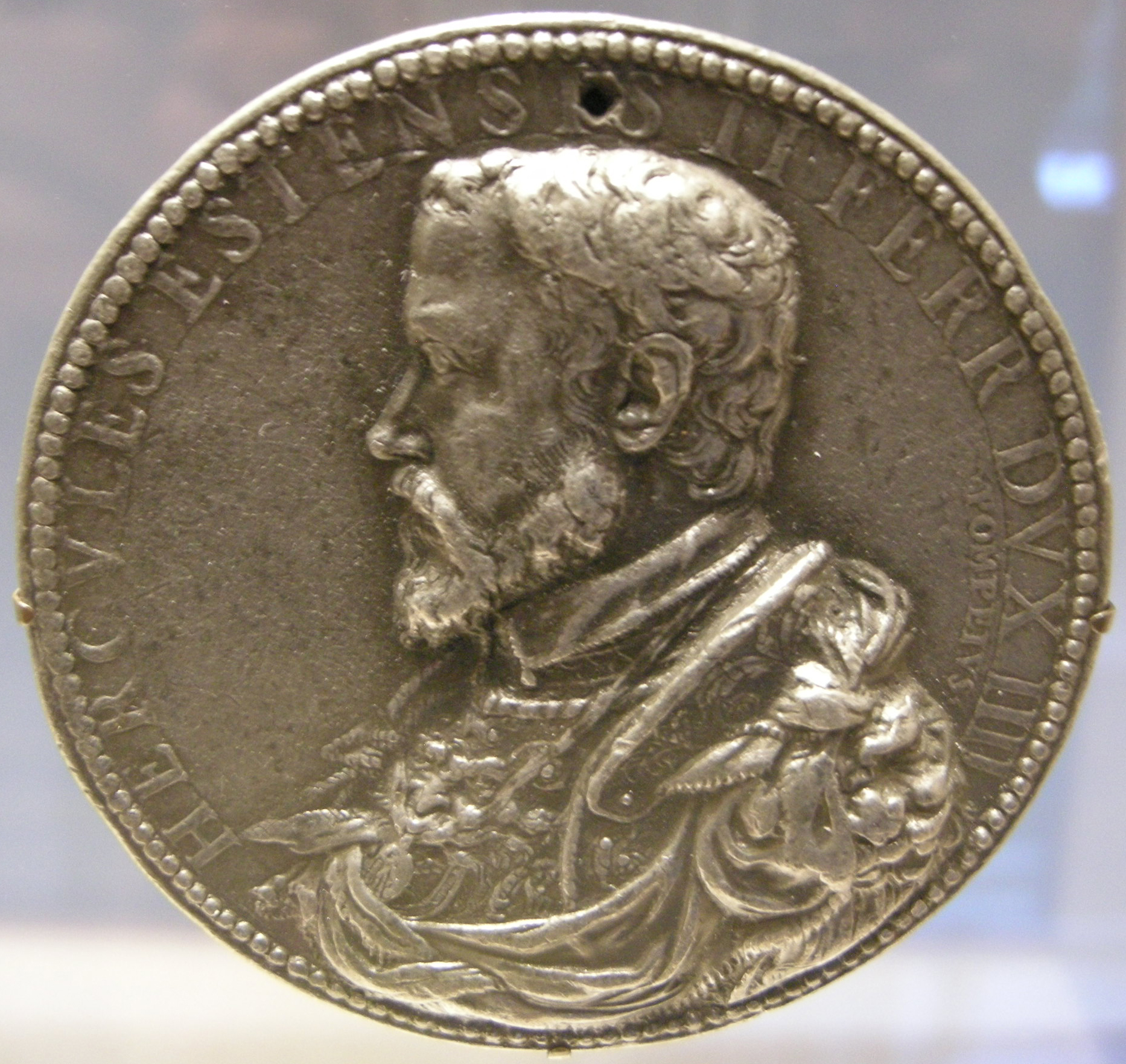
Medaille des Ercole II. d’Este, Pompeo Leoni, 1554.

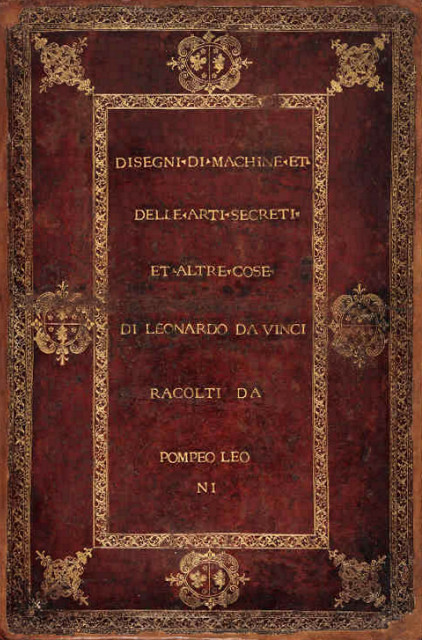
Codex Atlanticus

Pompeo Leoni (* um 1530 oder 1533; † 9. Oktober 1608 in Madrid) war ein italienischer Bildhauer, Medailleur und Kunstsammler.

## Leben und Werk
Pompeo Leoni wurde um 1530 als Sohn des Bildhauers, Medailleurs und Goldschmieds Leone Leoni (1509–1590), der Hofbildhauer Kaiser Karls V. (1500–1558) war, geboren. Pompeo erlernte die Kunst des Bildhauers und Medailleurs bei seinem Vater, der in Mailand eine Werkstatt unterhielt. Das Gebäude, das sogenannte „Haus der Omenoni“ (ital.: „Casa degli Omenoni“) in der Via degli Omenoni existiert noch heute.
Um 1556 folgte Pompeo seinem Vater an den Spanischen Hof nach Madrid und verbrachte dann den größten Teil seines Lebens in Spanien. Obwohl er im Jahr 1558 von einem Tribunal der Inquisition wegen „lutherischer“ Reden zu einem Jahr Haft verurteilt wurde, erhielt er danach eine Berufung zum Hofbildhauer Philipps II. (1527–1598) und wurde ab 1563 als Bürger von Madrid verzeichnet. Gemeinsam mit seinem Vater arbeitete Leoni an der Innengestaltung des Palastes El Escorial und schuf in Madrid einen großen Teil seines Lebenswerkes, so die Statuen von Karl V. und Philipp II. in der Basilika des Escorial und die Grabplastik der Infantin Johanna im Kloster der Descalzas Reales in Madrid.
Zwischen 1576 und 1578 wurde er vermutlich von El Greco porträtiert; ein dem Griechen zugeschriebenes Gemälde, das Leoni zeigen soll, wurde bei Rosenberg & Striebel in New York an einen privaten Sammler versteigert.

### Die Manuskripte des Leonardo da Vinci
Um 1590 konnte Pompeo Leoni einen großen Teil der Manuskripte Leonardo da Vincis erwerben, darunter über 2500 einzelne Blätter. Er versuchte, die Schriften thematisch zu ordnen, zerschnitt einzelne Blätter und klebte andere zusammen, die ursprünglich nicht zusammengehörten. So fasste er bis zu sechs Zeichnungen auf einer Seite zusammen. Ein auf solche Weise entstandenes Werk, später als Codex Atlanticus bezeichnet, hatte in der von Leoni geschaffenen Form einen Umfang von 481 Blättern im Format 43,5 cm × 64,5 cm und ca. 60 cm Dicke. Heute befindet sich das Werk, inzwischen restauriert und neu geordnet, im Bestand der Biblioteca Ambrosiana in Mailand.
Die anatomischen Zeichnungen Leonardo da Vincis fasste Leoni in mehrere Bände zusammen, die später gemeinsam mit weiteren, thematisch anders orientierten Manuskripten die Bezeichnung Codex Windsor erhielten. Seit dem Ende des 17. Jahrhunderts befinden sich die mittlerweile einzeln katalogisierten, anatomischen Zeichnungen da Vincis in der Sammlung der Royal Collection in Windsor Castle.